# Вяз американский
Вяз американский (лат. Ulmus americana) — лиственное дерево, вид рода Вяз (Ulmus) семейства Вязовые (Ulmaceae).
В Европу интродуцирован в 1752 году, но широкого применения не имеет, так как в сравнении с местными видами ценными качествами не обладает. В России известен единичными экземплярами в Москве, Орловской и Воронежской областях (Каменная Степь).

## Распространение и экология
В природе ареал вида охватывает Северную Америку — от Нью-Брансуика и Манитобы (Канада) на севере до Флориды и Техаса (США) на юге.
Растёт в широколиственных лесах на влажных почвах вдоль рек и ручьев, но встречается и на сухих местоположениях. Произрастает на подзолистых почвах и на чернозёмах. Морозостоек. 

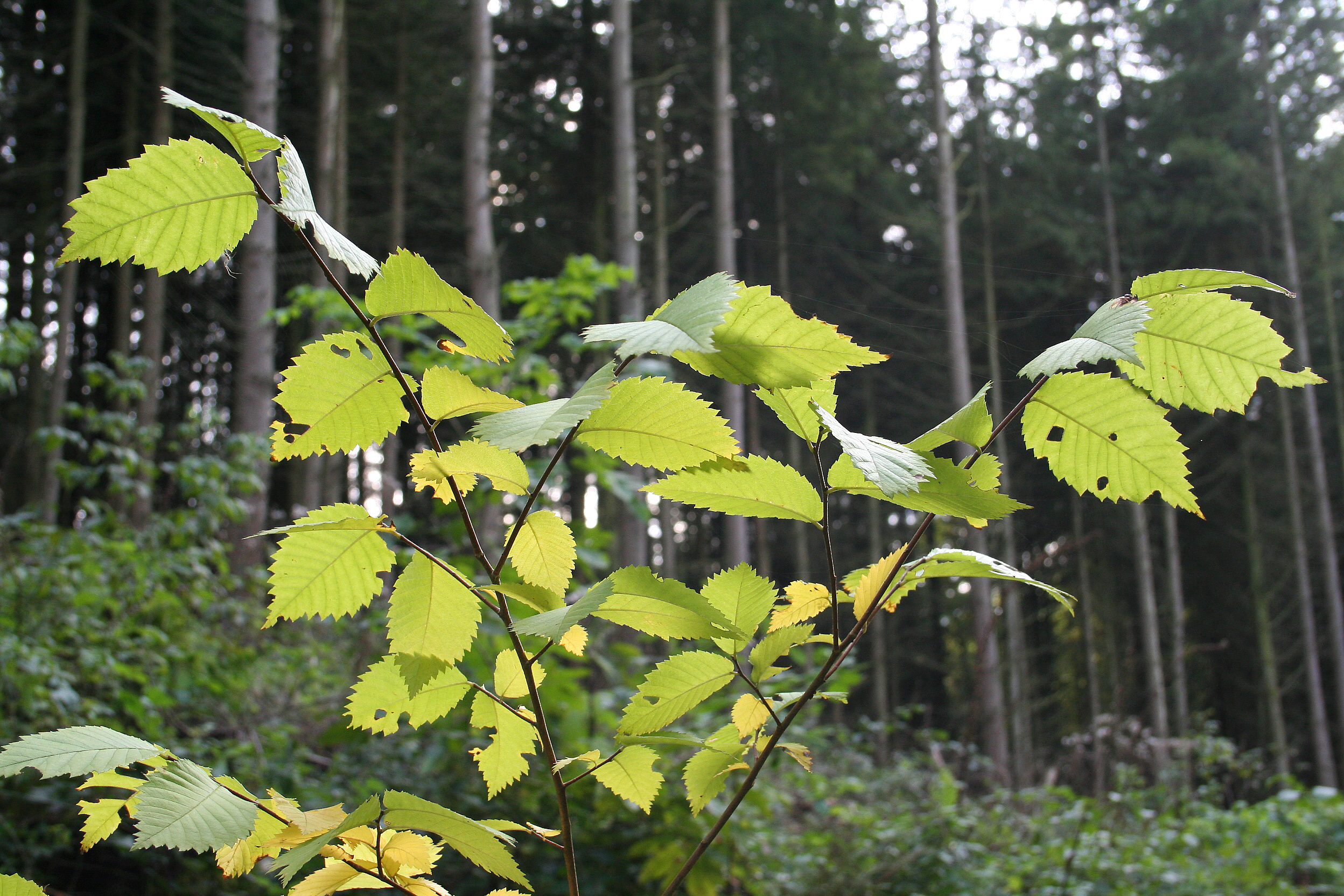
Листья

## Ботаническое описание
Дерево высотой до 20—30, иногда до 40, м, с широко-цилиндрической кроной, образованной ветвями, восходящими под острым углом, и наружными свисающими побегами. Кора светло-серая, чешуйчатая. Молодые веточки слегка опушённые.
Почки яйцевидные или притуплённые. Листья продолговато-яйцевидные, длиной 5—10 (до 15) см, остроконечные, у основания неравнобокие, по краю двоякозубчатые, сверху голые или шершавые, снизу почти голые или опушённые, на черешках длиной 5—8 мм.
Цветоножки длиной 1—2 см. Цветки с 7—8, выдающимися из околоцветника, тычинками и белым рыльцем.
Плод эллиптический, по краю ресничатый, с выемкой крыла, достигающей орешка.
Цветение в марте — апреле. Плодоношение в мае.
Живёт до 200 лет.

## Таксономия
Вид Вяз американский входит в род Вяз (Ulmus) семейства Вязовые (Ulmaceae) порядка Розоцветные (Proteales).
|  |                                      |  |                                                             |                                                             |                   |  | ещё 8 семейств (согласно Системе APG II) | ещё 8 семейств (согласно Системе APG II) |                      |  |  |  | ещё около 40 видов |
|  |                                      |  |                                                             |                                                             |                   |  | ещё 8 семейств (согласно Системе APG II) | ещё 8 семейств (согласно Системе APG II) |                      |  |  |  | ещё около 40 видов |
|  |                                      |  |                                                             | порядок Розоцветные                                         |                   |  |                                          |                                          | род Вяз              |  |  |  |                    |
|  |                                      |  |                                                             | порядок Розоцветные                                         |                   |  |                                          |                                          | род Вяз              |  |  |  |                    |
|  | отдел Цветковые, или Покрытосеменные |  |                                                             |                                                             | семейство Вязовые |  |                                          |                                          | вид Вяз американский |  |  |  |                    |
|  | отдел Цветковые, или Покрытосеменные |  |                                                             |                                                             | семейство Вязовые |  |                                          |                                          |                      |  |  |  |                    |
|  |                                      |  | ещё 44 порядка цветковых растений (согласно Системе APG II) | ещё 44 порядка цветковых растений (согласно Системе APG II) |                   |  |                                          | ещё около 9 родов                        | ещё около 9 родов    |  |  |  |                    |
|  |                                      |  |                                                             | ещё 44 порядка цветковых растений (согласно Системе APG II) |                   |  |                                          |                                          | ещё около 9 родов    |  |  |  |                    |